# فرد كوهين
فرد كوهين أو فريد كوهين (بالإنجليزية: Fred Cohen)‏ ‏ (1956 - ) مهندس وعالم كمبيوتر أمريكي وهو المخترع الأول لفيروس الكمبيوتر والذي تسبب في إتلاف الملايين من الأجهزة الحاسوبية لملايين من الأشخاص ولقد أخترع أول فيروس كمبيوتر في عام 1985 عندما تحدث عن الفيروسات خلال مشروع تخرجه حيث ناقش في مشروع تخرجه برمجيات الاستنساخ الذاتي التي كانت بداية لاختراع الفيروسات التي تنسخ نفسها على كمبيوتر الضحايا وكان أول فيروس كمبيوتر أخترعة يسمي (Parasitic Application) والذي يستطيع أن يسيطر على أي حاسب شخصي، وكان بإمكانه أن يدمره بالكامل. ولكن الغريب في حياة هذا الشخص أنه يمتلك الآن شركة تعمل في مجال حماية المعلومات على الحسابات الشخصية.

## وصلات خارجية
- أشهر 10 قراصنة أنترنت في العالم علي موقع أكشنها
- أشهر 10 قراصنة أنترنت في العالم علي موقع الآن
- أشهر 10 قرصانة أنترنت في العالم علي موقع كايرو دار
- أشهر 10 هاكرز في العالم